# Megan Benjamin
Megan Benjamin (* 22. Januar 1988 in Kalifornien) ist eine US-amerikanische Voltigiererin.
Benjamin versuchte sich als Kind im Turnen und Eishockey, bis sie 1997 im Mt. Eden Vaulting Club mit dem Voltigieren begann. Ihren ersten CVI-Sieg errang sie 2005 in Saratoga. Die Weltreiterspiele 2006 waren die ersten FEI-Meisterschaften, an denen Benjamin teilnahm. Sie gewann die Goldmedaille in der Einzelwertung und wurde damit die erste nicht-deutsche Weltmeisterin im Voltigieren. Mit ihrem Team, Free Artists Mt. Eden (F.A.M.E.), erzielte sie die Silbermedaille. Mit der Saison 2006 beendete Benjamin auch vorübergehend ihre Voltigierkarriere, um sich auf ihr Studium an der Cornell University zu konzentrieren. 2008 entschied sie sich, zum Voltigiersport zurückzukehren, um ihr Team bei den Weltmeisterschaften in Brünn zu unterstützen. Auf Benjamins Pferd Leonardo gewann die Gruppe die Bronzemedaille. Benjamin ist die derzeit erfolgreichste Voltigiererin der USA und dreimalige US-amerikanische Meisterin. Ihre Trainerin Emma Garrod Seely ist „United States Equestrian Federation Coach of the Year“. Ihr Pferd Faronia (Ronin) ist ein 1,75 m großer holländischer Warmblut-Wallach. Im Mai 2010 schloss sie ihr Studium der Geschichte an der Cornell University ab. Seit Herbst 2010 studiert sie Spanisch (Hauptfach), Französisch und Deutsch an der Santa Clara University.

## Erfolge
Megan Benjamin hat folgende Siege und Platzierungen errungen (wenn nicht anders vermerkt, in der Einzelwertung):
Weltmeisterschaften
- 2010: 5. Platz
- 2006: Gold
- 2004: 9. Platz

Europameisterschaften
- 2009: 7. Platz

CVI-Siege
- 2005: CVI 2* Saratoga
- 2006: CVI 2* München (Team)
- 2009: Lexington (Kentucky)
- 2010: Krumke

2012  belegte sie gemeinsam mit Blake Dahlgren beim CHIO in Aachen im Pas de deux den dritten Platz.